# 福尔克尔·温克勒
福尔克尔·温克勒（德語：Volker Winkler，1957年7月20日—），德国男子自行车运动员。他曾代表东德参加1980年夏季奥林匹克运动会自行车比赛，获得男子团体追逐赛银牌。